# Alfred Ier de Saxe-Cobourg et Gotha
Alfred Ernest Albert du Royaume-Uni, plus-tard connu sous le nom d'Alfred Ier de Saxe-Cobourg et Gotha, né au palais de Buckingham à Londres le 6 août 1844 et mort à Cobourg le 30 juillet 1900, est un membre de la famille royale britannique, quatrième enfant et le deuxième fils de la reine Victoria du Royaume-Uni et du prince consort Albert de Saxe-Cobourg-Gotha, qui est par la suite duc souverain de Saxe-Cobourg et Gotha à la suite du décès de son oncle Ernest II, de 1893 jusqu'à sa propre mort. 
Il est l'avant-dernier souverain du duché de Saxe-Cobourg et Gotha avant la chute de la dynastie en novembre 1918, qui entraine l'incorporation du duché à la Thuringe, à l'exception du duché de Cobourg annexé par la Bavière (1920).

## Biographie

### Jeunesse

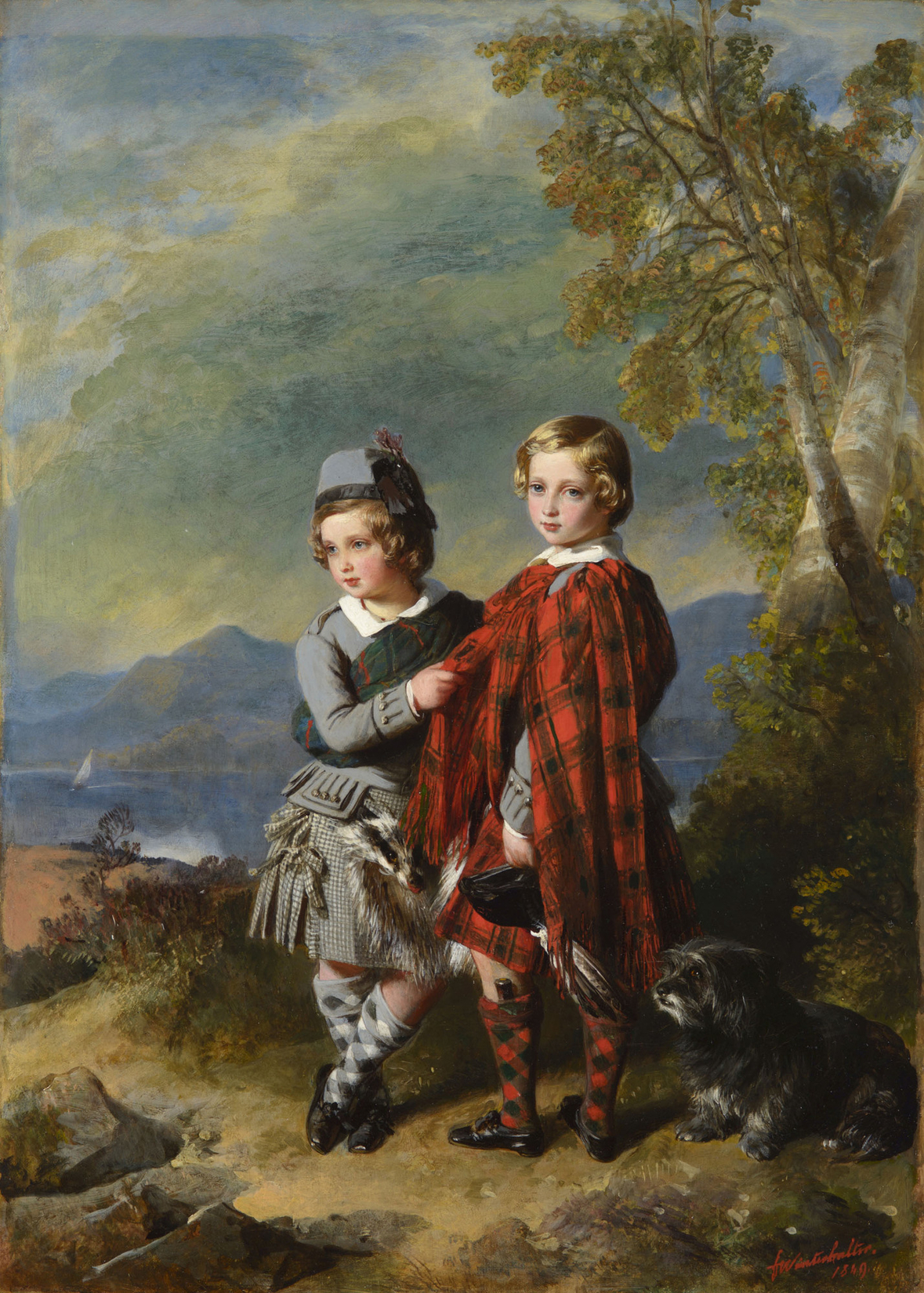
Le prince Alfred et son frère le prince Albert de Galles, par Franz Xaver Winterhalter, 1849.

En 1856, selon son souhait, le prince Alfred entre dans la Royal Navy. Il réussit l'examen pour devenir midshipman en août 1858 et est affecté sur le HMS Euryalus.
En 1862, après l'abdication d'Othon Ier, roi de Grèce, Alfred est choisi pour lui succéder lors d'une consultation populaire, mais les « puissances protectrices » de la Grèce (France, Royaume-Uni et Russie) lui préfèrent le prince Guillaume de Danemark. Alfred reçoit en 1866 les titres de duc d'Édimbourg, comte d'Ulster et de Kent.
Promu enseigne de vaisseau  en février 1863 et après avoir servi sous le commandement du comte Gleichen sur le HMS Racoon, le prince devient lieutenant de vaisseau en février 1866 et obtient son premier commandement sur la frégate HMS Galatea. De janvier 1867 à juin 1868, il effectue un tour du monde avec son navire, visitant l'île Tristan da Cunha où les habitants baptisent leur seule ville Edinburgh of the Seven Seas en son honneur, Le Cap en août et l'Australie pendant cinq mois. Il y est victime d'un attentat et blessé dans le dos à Sydney, le 12 mars 1868. Le tireur, Henry James O'Farrell, est arrêté sur place, jugé et pendu le 21 avril 1868. Le 23 mars 1868, est décidée la construction du Royal Prince Alfred Hospital en souvenir de l'attentat alors qu'Alfred est soigné par six infirmières issues de l'école de Florence Nightingale, à peine arrivée en Australie.
Au cours de ses voyages, il est le premier membre de la famille royale britannique à visiter l'Australie en 1868, la Nouvelle-Zélande en 1869, les Indes britanniques en décembre 1869 et Hong Kong.
Après son mariage, il stationne à Malte où naît son troisième enfant, Victoria Mélita, en 1876. Il atteint le grade d'amiral le 18 octobre 1887, année où il a sous son commandement son neveu, alors enseigne de vaisseau, le futur George V. Amiral de la flotte en juin 1893, ce titre est le summum d'une carrière où il a plusieurs fois commandé à toute une flotte : celle de la Manche de 1883 à 1884, de la Méditerranée de 1886 à 1889, et où il est commandant en chef de 1890 à 1893.

### Mariage et descendance

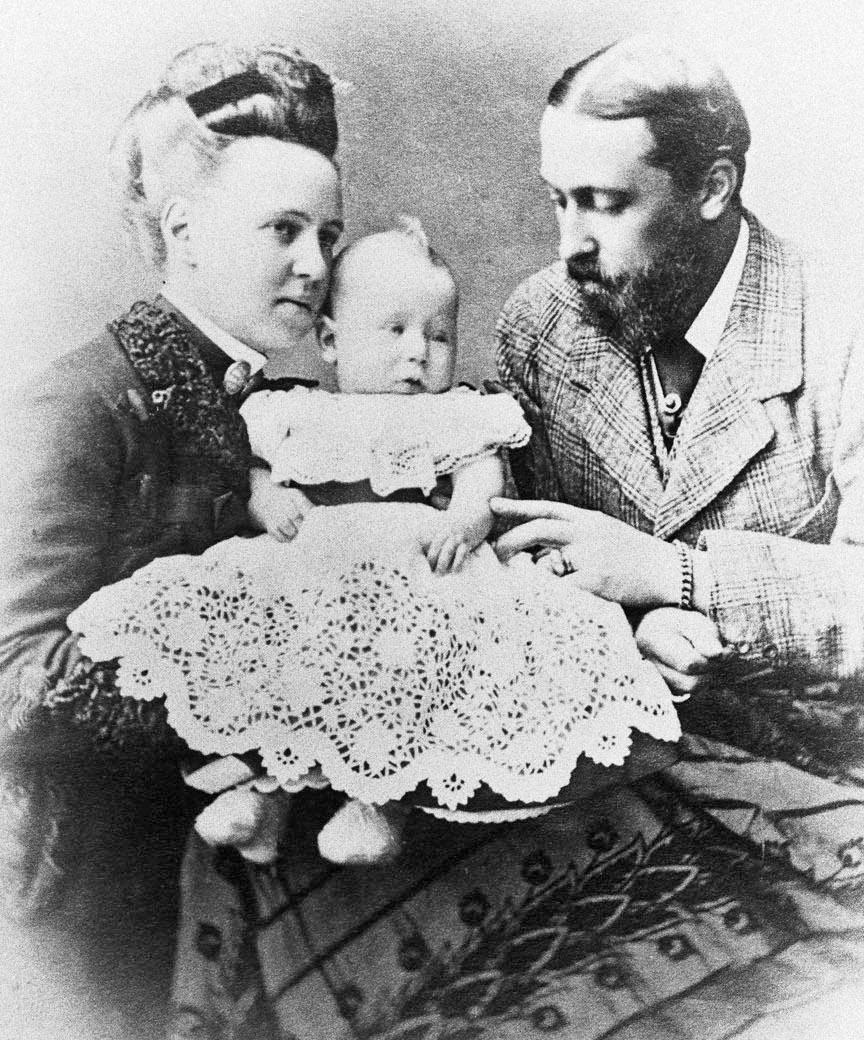
Le duc d'Édimbourg, la duchesse d'Édimbourg et le prince Alfred.

Il épouse le 23 janvier 1874 la grande-duchesse Maria Alexandrovna de Russie, dont il a cinq enfants :
- le prince Alfred de Saxe-Cobourg-Gotha (15 octobre 1874 - 6 février 1899) ;
- la princesse Marie de Saxe-Cobourg-Gotha (29 octobre 1875 - 18 juillet 1938), épouse le roi Ferdinand Ier de Roumanie ;
- la princesse Victoria-Mélita de Saxe-Cobourg-Gotha (25 novembre 1876 - 2 mars 1936), épouse le grand-duc Louis V de Hesse dont elle divorce, puis le grand-duc Cyrille Vladimirovitch de Russie ;
- la princesse Alexandra d'Édimbourg (1er septembre 1878 - 16 avril 1942), épouse le prince Ernest II de Hohenlohe-Langenbourg ;
- la princesse Béatrice de Saxe-Cobourg-Gotha (20 avril 1884 - 13 juillet 1966), épouse l'infant d'Espagne Alphonse d’Orléans.

Par sa fille Marie, Alfred est l'arrière-grand-père du roi Michel Ier de Roumanie et du roi Pierre II de Yougoslavie. À la mort de son oncle le duc Ernest II de Saxe-Cobourg-Gotha en 1893, Alfred devient le nouveau duc, son frère aîné Edward, prince de Galles ayant renoncé à ses droits de succession.

### Décès
Alfred meurt d'un cancer de la gorge le 30 juillet 1900 dans un pavillon voisin du château de Rosenau, la résidence d'été ducale non loin de Cobourg. Il est enterré dans le mausolée de la famille ducale au cimetière de Glockenberg (de). Son fils unique, Alfred, s'étant suicidé en 1899, c'est son neveu, Charles-Édouard, fils posthume du duc d'Albany, qui lui succède au titre de duc de Saxe-Cobourg et Gotha.

### Philatéliste
Le duc d'Édimbourg est connu comme un collectionneur de timbres-poste. La plus ancienne de ses acquisitions dont des preuves existent sont deux blocs de vingt exemplaires du 6 pence lilas offerts à Alfred et son frère aîné Édouard lors d'une visite de l'imprimerie De La Rue avec un officiel de l'Inland Revenue, le 8 avril 1856.
Élu président honoraire de la Philatelic Society, London en 1890 grâce aux conseils de John Alexander Tilleard, l'exposition philatélique de Londres la même année lui permet de présenter des timbres de nombreux pays dont il a pu acquérir les timbres au cours de ses voyages en tant qu'officier de marine. Vers la fin des années 1890, il se spécialise dans des raretés présentées lors de l'Exposition philatélique de Londres de 1897.
Il a pu servir de modèle à son neveu George, futur roi George V. Enseigne de vaisseau, George signale dans son journal en 1887 les moments passés à arranger des timbres avec son oncle, le duc d'Édimbourg, alors amiral en Méditerranée.
Ayant besoin d'argent, il vend sa collection de timbres à son frère aîné, le prince de Galles, futur roi Édouard VII, en 1900. Donnée au prince George, elle a aidé à la constitution de ce qui est devenu la Collection philatélique royale, même si peu de timbres peuvent être directement rattachés à Alfred, duc d'Édimbourg.

## Titulature
- 1844-1866 : Son Altesse Royale le prince Alfred ;
- 1866-1893 : Son Altesse Royale le duc d'Édimbourg, comte de Kent et comte d'Ulster ;
- 1893-1900 : Son Altesse Royale le duc de Saxe-Cobourg-Gotha.

## Distinctions
- Chevalier de la Jarretière (KG), 1863
- Chevalier de l'Ordre du Chardon (KT), 1864
- Chevalier de l'Ordre de Saint-Patrick (KP), 1880
- Chevalier grand-croix de l'Ordre du Bain (GCB), 1889
- Chevalier grand commandeur de l'Ordre de l'Étoile d'Inde (GCSI), 1870
- Chevalier grand-croix de l'Ordre de Saint-Michel et Saint-Georges (GCMG), 1869
- Chevalier grand commandeur de l'Ordre de l'Empire des Indes (GCIE), 1887
- Chevalier grand-croix de l'Ordre royal de Victoria (GCVO), 1899
- Légion d'honneur
- Ordre de Saint-André (Russie)